# Místo činu (seriál)
Místo činu (v německém originále Tatort) je německojazyčný televizní krimiseriál televizních společností ARD, ORF a SF. Natáčí se od roku 1970 a je nejdéle běžícím seriálem v německy mluvících zemích.